# Provinciale weg 420
De provinciale weg 420 (N420) is een provinciale weg in de Nederlandse provincies Utrecht en Zuid-Holland. De weg is een ontsluitingsweg voor Woerden-West met de A12 van en naar Den Haag/Rotterdam. De weg is onderdeel van het BRAVO-project als “Zuidelijke randweg Woerden”; hieronder valt ook de N419 bij Harmelen. In 2012 zijn de werkzaamheden voor de weg al gestart, maar door de slappe ondergrond duurde het inklinken van het zand vrij lang. Op 1 juni 2018 werd de weg geopend.
De weg begint bij de aansluiting Nieuwerbrug (13) in de A12 in de provincie Zuid-Holland. Na een kort stukje in Zuid-Holland (nog geen kilometer) komt de weg in de provincie Utrecht en loopt grotendeels parallel langs de A12. Na 4 kilometer buigt de weg af richting het noordoosten, komt de bebouwde kom van Woerden binnen en sluit aan op de rotonde in de Wulverhorstbaan in het zuiden van Woerden. Halverwege de N420 bestaat de mogelijkheid om de westelijke randweg langs Woerden aan te sluiten. De weg is uitgevoerd als tweestrooks-gebiedsontsluitingsweg met een maximumsnelheid van 80 km/h. De N420 heeft de straatnaam Burgemeester van Zwietenweg.
N23 · N194 · N196 · N197 · N198 · N199 · N200 · N201 · N202 · N203 · N204 · N205 · N206 · N207 · N208 · N209 · N210 · N211 · N212 · N213 · N214 · N215 · N216 · N217 · N218 · N219 · N220 · N221 · N222 · N223 · N224 · N225 · N226 · N227 · N228 · N229 · N230 · N231 · N232 · N233 · N234 · N235 · N236 · N237 · N238 · N239 · N240 · N241 · N242 · N243 · N244 · N245 · N246 · N247 · N248 · N249 · N250 · N307

N401 · N402 · N403 · N404 · N405 · N406 · N407 · N408 · N409 · N410 · N411 · N412 · N413 · N414 · N415 · N416 · N417 · N418 · N419 · N420 · N421 · N439 · N440 · N441 · N442 · N443 · N444 · N445 · N446 · N447 · N448 · N449 · N450 · N451 · N452 · N453 · N454 · N455 · N456 · N457 · N458 · N459 · N460 · N461 · N462 · N463 · N464 · N465 · N466 · N467 · N468 · N469 · N470 · N471 · N472 · N473 · N474 · N475 · N476 · N477 · N478 · N479 · N480 · N481 · N482 · N483 · N484 · N487 · N488 · N489 · N490 · N491 · N492 · N493 · N494 · N495 · N496 · N497 · N498 · N501 · N502 · N503 · N504 · N505 · N505 (Andijk) · N506 · N507 · N508 · N509 · N510 · N511 · N512 · N513 · N514 · N515 · N516 · N517 · N518 · N519 · N520 · N521 · N522 · N523 · N524 · N525 · N526 · N527 · N806 · N830 · N848

Cursief vermelde wegen zijn voormalige Provinciale wegen